# Греченко, Василий Николаевич
Василий Николаевич Греченко (1906—1967) — советский украинский театральный художник. Член Союза художников Украины (1947), лауреат Сталинской премии в области литературы и искусства (1948) второй степени, Заслуженный деятель искусств УССР (1953 год).

## Биография
Василий Николаевич Греченко родился 17 (30) января 1906 года в селе Кобеляки в Полтавской губернии (Украина). В 1926—1930 годах учился в Харьковском институте искусств у А. В. Хвостенко-Хвостова, Н. Г. Бурачека. Член ХО СХУ с 1947 года. Участник республиканских и всесоюзных выставок с 1948 года. Персональные выставки в Харькове состоялись в 1970 и 1972 годах.
В 1930—1932 годах работал художником харьковского Первого государственного театра для детей. С 1932 года — художник ХУАДТ имени Т. Г. Шевченко (с 1944 года главный художник). Принимал участие в оформлении спектаклей других харьковских театров.
В. Н. Греченко умер 14 сентября 1967 года в Харькове.

## Творчество
Для творчества Греченко было характерно стремление к созданию единого гармоничного зрительного образа спектакля, широкое использование возможностей живописи.
- 1936 — «Дай сердцу волю — заведут в неволю» М. Л. Кропивницкого
- 1940 — «Евгения Гранде» по О. Бальзаку
- 1947 — «Генерал Ватутин» Л. Д. Дмитерко
- 1948 — «Макар Дубрава» А. Е. Корнейчука
- 1950 — «Навеки вместе» Л. Д. Дмитерко
- 1956 — «Гамлет» Шекспира
- 1958 — «Третья патетическая» Н. Ф. Погодина
- 1959 — «Кровь людская не водица» М. А. Стельмаха

## Награды и премии
- Орден «Знак Почёта» (1960 год)
- Медаль «За трудовое отличие» (1951 год)[1]
- Медаль «За трудовое отличие» (1947 год)[2]
- Заслуженный деятель искусств УССР (1953 год)
- Сталинская премия в области литературы и искусства второй степени (1948 год) — за оформление спектакля Л. Д. Дмитерко «Генерал Ватутин» на сцене ХАТД